# Kwamalasamutu
Kwamalasamutu este un oraș din districtul Sipaliwini, Surinam.